# Кацикас
Кацика́с (греч. Κατσικάς) — малый город в Греции, южный пригород Янины. Расположен в 6 километрах к югу от центра Янины на высоте 490 метров над уровнем моря у южного побережья озера Янины (Памвотиды) к западу от холма Текмона (греч. Τέκμων). Входит в общину (дим) Янину в периферийной единице Янине в периферии Эпире. Население 3885 жителей по переписи 2011 года. Площадь 13,548 квадратного километра.

## Население
| Год  | Население, человек |
| ---- | ------------------ |
| 1991 | 2620               |
| 2001 | 2981               |
| 2011 | ↗ 3885             |